# Ernest-François d'Hoffschmidt
Ernest François Joseph d'Hoffschmidt (Resteigne (Luxemburg), 30 juni 1761 - Recogne-lez-Noville, 6 juni 1818) was een Luxemburgs landeigenaar, ambtenaar en zat enige jaren in de Tweede Kamer der Staten-Generaal.
Ernest François Joseph d'Hoffschmidt was een van de veertien kinderen van edelman Henri-Joachim d'Hoffschmidt en Louise de Smakers. Hij trouwde in 1792 met Marguerite Philippe de Chanly (1770-1837) en ze hadden een dochter en vijf zoons. Onder hen:
- François d'Hoffschmidt (Heinrichsruhe-Grauppen, 1797 - Noville, 1854), arrondissementscommissaris van Bastenaken en volksvertegenwoordiger, van wie nazaten tot heden.
- Constant-Ernest d'Hoffschmidt (Noville, 1804 - Twee-Akren, 1873), volksvertegenwoordiger, senator, minister van Openbare Werken, minister van Staat, had vier kinderen maar zonder verdere nakomelingen.

D'Hoffschmidt was landeigenaar, en vluchtte uit de Zuidelijke Nederlanden toen de Fransen het land inpalmden en verbleef onder meer in Bohemen. Nadat hij in 1797 was teruggekeerd doorliep hij onder het keizerrijk een carrière als hoger officier in Franse dienst en vestigde zich in Noville bij Bastenaken, een gemeente waar hij ook maire van werd.
In 1815 was d'Hoffschmidt een van de notabelen die bij de Vergadering van Notabelen in 1815 de grondwet in het Woudendepartement moest goedkeuren, namens het arrondissement Neufchâteau. Vervolgens was hij vanaf 21 september 1815 lid van de Tweede Kamer der Staten-Generaal. Daar stelde hij zich regeringsgezind op, en verdedigde hij vooral de belangen van het groothertogdom (en met name het deel dat later de Belgische provincie Luxemburg zou vormen). Hij wist een verbod op de export van granen uit Luxemburg te bewerkstelligen in december 1816.
In 1816 werd hij onder het Verenigd Koninkrijk der Nederlanden net als zijn broer Jean Adolphe Godefroid d'Hoffschmidt erkend in de erfelijke adel en benoemd in de Ridderschap van de provincie Luxemburg.